# Кныш, Александр Анатольевич
Александр Анатольевич Кныш (род. 13 декабря 1964, Бобруйск, Могилёвская область) — советский белорусский легкоатлет, специалист по бегу на короткие дистанции. Выступал на всесоюзном уровне в 1980-х — начале 1990-х годов, обладатель серебряной медали чемпионата Европы среди юниоров, чемпион Спартакиады народов СССР, чемпион СССР, действующий рекордсмен Белоруссии в эстафете 4 × 100 метров. Представлял город Бобруйск и спортивное общество «Урожай». Мастер спорта СССР международного класса. Тренер по лёгкой атлетике.

## Биография
Александр Кныш родился 13 декабря 1964 года в городе Бобруйске Могилёвской области Белорусской ССР.
Начал заниматься лёгкой атлетикой во время учёбы в 7 классе у тренеров Юрия и Светланы Шатохиных, в 9 классе поступил в Бобруйское училище олимпийского резерва. Впоследствии был подопечным Валентина Дмитриевича Карманова, окончил агрономический факультет Белорусской государственной сельскохозяйственной академии. Выступал за добровольное спортивное общество «Урожай».
Впервые заявил о себе на всесоюзном уровне в сезоне 1983 года, когда с личным рекордом 6,68 одержал победу в беге на 60 метров на соревнованиях в помещении в Запорожье и победил в беге на 200 метров на соревнованиях в Челябинске. Попав в состав советской сборной, выступил на юниорском европейском первенстве в Швехате, где занял седьмое место в дисциплине 100 метров, дошёл до полуфинала в дисциплине 200 метров и вместе с соотечественниками завоевал серебряную награду в зачёте эстафеты 4 × 100 метров.
В 1984 году выиграл бронзовую медаль в 200-метровом беге на всесоюзных соревнованиях в Киеве.
В 1985 году превзошёл всех соперников в беге на 100 метров на соревнованиях в Вильнюсе.
В 1986 году стал серебряным призёром в дисциплине 200 метров на старте в Киеве.
В 1987 году на Мемориале братьев Знаменских в Москве установил свой личный рекорд в беге на 200 метров — 20,86.
В 1989 году финишировал четвёртым на Мемориале Знаменских в Волгограде, с белорусской командой получил серебро в эстафете 4 × 100 метров на чемпионате СССР в Горьком.
В июле 1991 года на чемпионате страны в рамках X летней Спартакиады народов СССР в Киеве вместе с партнёрами по белорусской сборной Андреем Черкашиным, Александром Старовойтовым и Леонидом Сафронниковым превзошёл всех соперников в эстафете 4 × 100 метров и завоевал золотую награду, при этом установил ныне действующий рекорд Белоруссии в данной дисциплине — 39,44.
За выдающиеся спортивные достижения удостоен почётного звания «Мастер спорта СССР международного класса».
После завершения спортивной карьеры занялся тренерской деятельностью, работал в Гомельской детско-юношеской спортивной школе «Динамо», стал государственным тренером Гомельской области по лёгкой атлетике, занимал должность директора в детской школе «Клён» в Гомеле.